# Nyugat-Szahara hívójelkörzetei
Nyugat-Szahara jelenleg (2024) nem rendelkezik hivatalos hívójelprefixszel, és nincs felosztva hívójelkörzetekre.
A Nyugat-Szahara nem hivatalosan az S0 hívójelprefixet használja.
| Prefix | Körzet | Hely/jelleg    | ITU zóna | CQ zóna | 1 szintű QTH lokátor |
| ------ | ------ | -------------- | -------- | ------- | -------------------- |
| S0     | [0..9] | Nyugat-Szahara | 46       | 33      | IL                   |